# Retronasale Aromawahrnehmung
Die retronasale (lat. retro: ‚zurück‘, ‚wieder‘, ‚hinten gelegen‘; nasal: ‚die Nase betreffend‘) Wahrnehmung beschreibt den Transport flüchtiger, aromatischer Verbindungen aus der Mundhöhle über den Rachenraum zu den Rezeptoren im Nasenraum. Die Aromen werden beim Verzehr von Speisen und Getränken freigesetzt und lösen einen olfaktorischen Reiz aus.

## Allgemeine Aromawahrnehmung
Aromawahrnehmung findet am olfaktorischen Zentrum statt. Dort befinden sich etwa 10 Mio. Geruchssinneszellen, darunter 400 verschiedene mit unterschiedlichen Rezeptoren. Diese Sinneswahrnehmung liefert nicht nur Informationen darüber, wie etwas schmeckt oder riecht, sondern sie dient auch als Warnsystem (ungenießbare, giftige Nahrungsmittel) und zur Kommunikation (Pheromone). Darüber hinaus werden an Gerüche auch emotionale Erinnerungen geknüpft.
Duftstoffe bzw. Aromen können über zwei Wege das Riechorgan erreichen:
 1) orthonasal

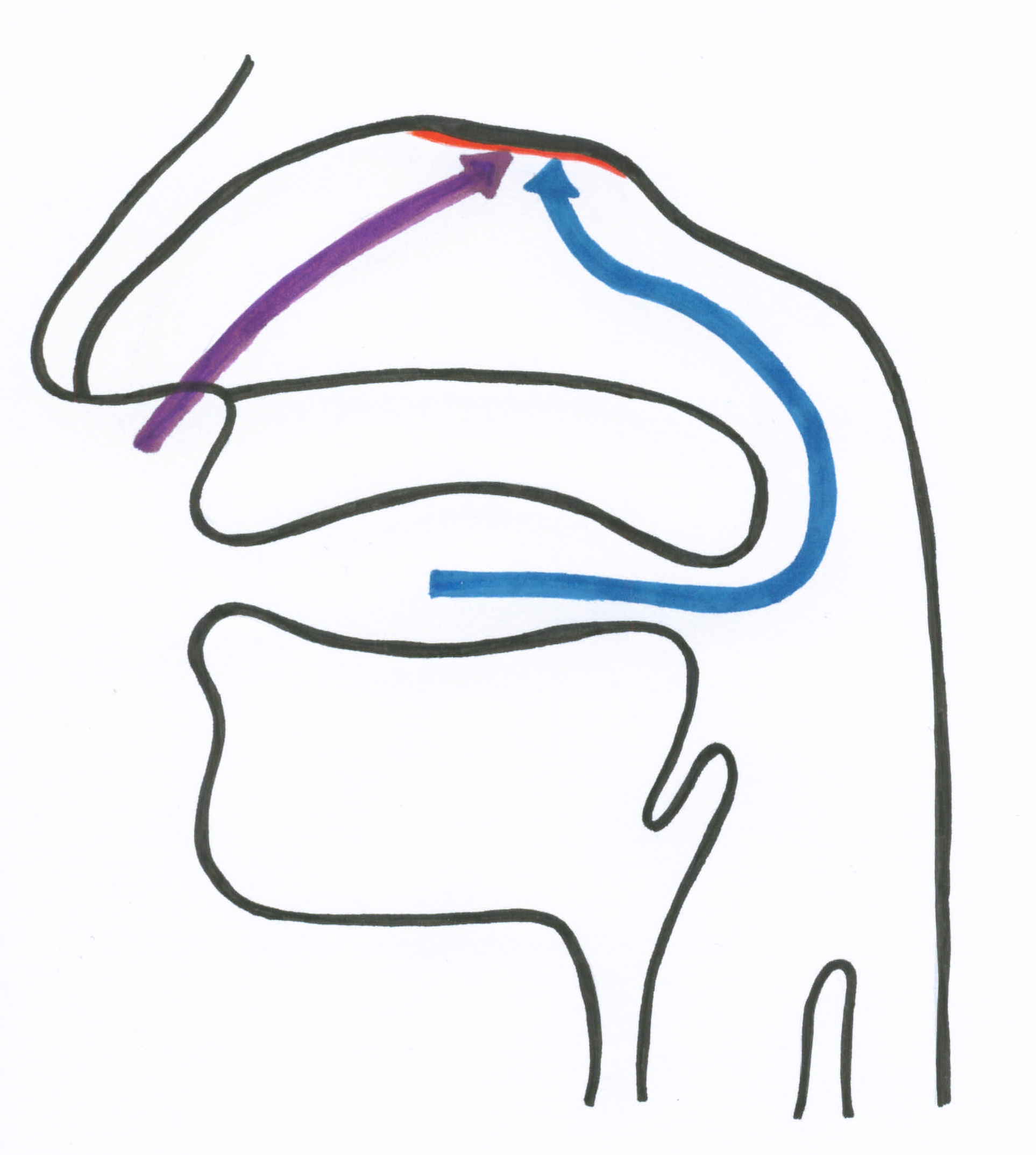
Weg der orthonasalen (violett) und retronasalen (blau) Wahrnehmung zum olfaktorischen Zentrum (rot)

Dies ist die Sinneswahrnehmung, die allgemein als „Riechen“ bekannt ist z. B. dem Riechen an Blumen oder an einer Tasse Kaffee. Duftstoffe in der Luft werden beim Einatmen durch die Nasenlöcher in die Nasenhöhle zu den olfaktorischen Rezeptorzellen transportiert und wahrgenommen.
 2) retronasal
Beim Verzehr von Lebensmitteln werden die freigesetzten, flüchtigen Aromastoffe über den Rachenraum in die Nasenhöhle zu den olfaktorischen Rezeptorzellen transportiert.
Da der Vorgang mit dem Essprozess verbunden ist, wird das wahrgenommene Aromaprofil oft fälschlicherweise als Geschmack bezeichnet.
Dass es sich dabei vielmehr um eine Geruchswahrnehmung handelt, lässt sich vor allem bei Schnupfen veranschaulichen. Hierbei werden die typischen Aromastoffe eines Lebensmittel nur noch begrenzt oder gar nicht mehr wahrgenommen (man hat das Gefühl, das Essen „schmeckt“ nicht mehr).
Das retronasale Aromaprofil kann sich aufgrund verschiedener Faktoren (z. B. Kauen oder Speichel) vom orthonasalen Profil unterscheiden.
Beispiel: Aromastoffe in frischem Orangensaft der Sorte Valencia late
| Verbindung                        | Konzentration [µg/kg] | orthonasaler Aromawert | retronasaler Aromawert |
| --------------------------------- | --------------------- | ---------------------- | ---------------------- |
| (R)-Limonen                       | 85 598                | 228                    | 1 339                  |
| Acetaldehyd                       | 8 305                 | 332                    | 831                    |
| Buttersäureethylester             | 1 192                 | 1 192                  | 11 920                 |
| 3-Hydroxyhexansäureethylester     | 1 136                 | 4                      | 18                     |
| 3-Methyl-1-butanol                | 639                   | <1                     | 2,6                    |
| Myrcen                            | 594                   | 42                     | 36                     |
| (R)-α-Pinen                       | 308                   | 62                     | 9                      |
| Hexanal                           | 197                   | 19                     | 19                     |
| (Z)-3-Hexenal                     | 187                   | 747                    | 6 227                  |
| Vanillin                          | 67                    | 3                      | 2                      |
| (S)-2-Methylbuttersäureethylester | 48                    | 8 000                  | 12 000                 |
| Octanal                           | 25                    | 3,2                    | <1                     |
| trans-4,5-Epoxy-(E)-2-decenal     | 4,3                   | 36                     | 287                    |
| 1-Octen-3-on                      | 4,1                   | 4,1                    | 410                    |
| Methional                         | 0,4                   | <1                     | 10                     |

## Anatomie und Funktionsweise

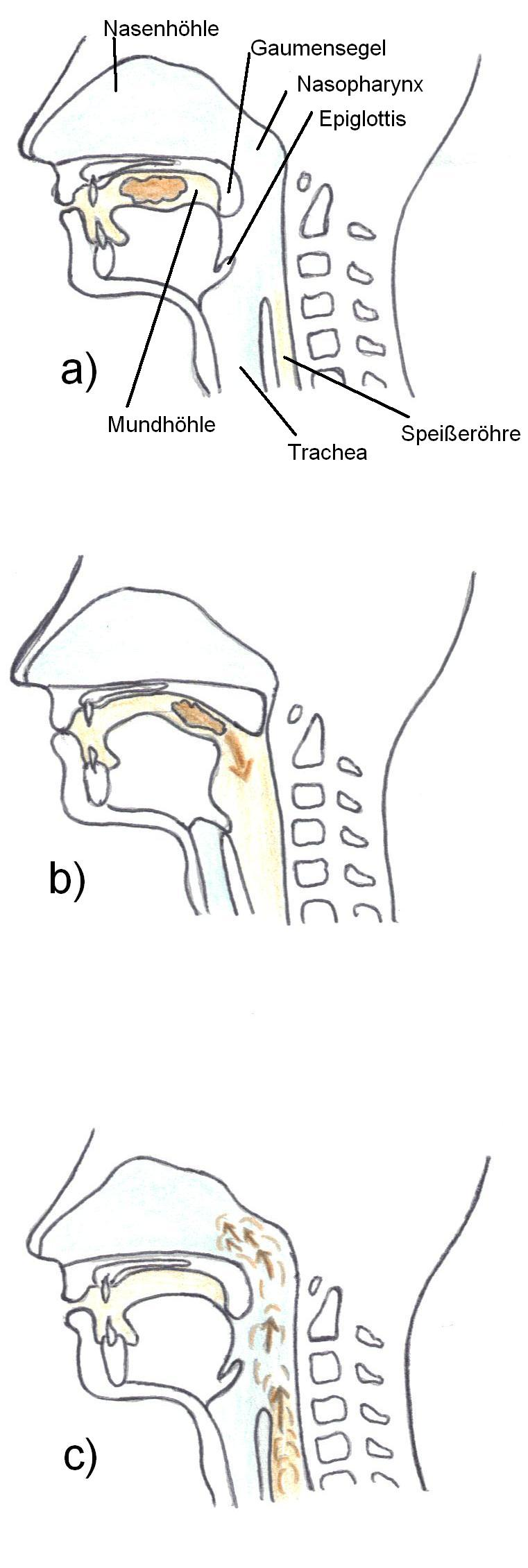
Verzehr eines Lebensmittels

Beim Genuss von Nahrung laufen mehr Vorgänge ab als nur die sinnliche Wahrnehmung der fünf Grundgeschmacksqualitäten (süß, salzig, sauer, bitter und umami) auf der Zunge.
Der weitere Aromaeindruck erfolgt über die retronasale Wahrnehmung. Hierbei spielt der Schluckakt, mit seinen Schutz- und Lenkungsvorgängen eine zentrale Rolle.
Zunächst wird die Nahrung zerkaut, eingespeichelt und ein schluckfähiger Bissen („Bolus“) geformt.
Der Zungengrund schließt mit dem weichen Gaumen den Mundraum ab, um vorzeitiges Schlucken zu verhindern. Dadurch gelangen selbst flüchtige Substanzen nicht in den Nasen-Rachenraum (Nasopharynx) (a).
Der Schluckvorgang wird über Berührungsrezeptoren der Gaumenbögen, der Rachenhinterwand oder des Zungengrundes reflexartig eingeleitet. Damit der Bolus nicht in die kreuzende Luftröhre (Trachea) gelangt, wird diese vom Kehlkopf (Larynx) und Kehl(kopf)deckel (Epiglottis) verschlossen. Zeitgleich dichtet das Gaumensegel (Velum palatum) mit der Rachenwand den Nasen-Rachenraum (Nasopharynx) ab, so dass keine Nahrung durch den Druck der Zunge hineingepresst werden kann (b).
Der Bolus wird über peristaltische Muskelkontraktion weitergeleitet, die Verschlussmechanismen entspannen sich, Trachea und Nasopharynx sind geöffnet.
Geruchsintensive, flüchtige Substanzen (z. B. Ester, Thiole etc.) gelangen mit der Atemluft des ersten Atemzugs nach dem Schlucken (dem sogenannten swallow-breath) in die Nasenhöhle (Cavum nasi). Im oberen Nasengang (Meatus nasi superior), wo das Geruchsorgan (Organum olfactus) beherbergt ist, findet schließlich Aromawahrnehmung statt (c).
Die Wahrnehmung von Grundgeschmacksqualitäten und Aromaeindrücken folgt allerdings keiner strikten zeitlichen Abfolge. Wird Nahrung in den Mund genommen, können flüchtige Substanzen orthonasal sowie retronasal (Velum und Epiglottis sind noch geöffnet) in die Nasenhöhle gelangen.
Auch bei Nahrung, die stark gekaut werden muss, ist dies möglich, da Velum und Epiglottis für kurze Zeit willkürlich geöffnet werden. Ein bewusstes Steuern des Velums ist erlernbar und wird z. B. von Weingustatoren angewandt, um einen besseren Aromaeindruck zu erhalten.

## Einflüsse auf die retronasale Aroma-Wahrnehmung

### Geschwindigkeit des Aromaabbaus
Aromastoffe werden von Speichelinhaltsstoffen unterschiedlich schnell abgebaut und werden daher nicht zeitgleich wahrgenommen.

### Depoteffekt
Aromatische Substanzen, die vom Speichel nicht abgebaut werden können (wie z. B. Pyrazine) werden an die Mundschleimhaut adsorbiert und erst im Laufe der Zeit wieder freigesetzt. Die Freisetzung erfolgt entweder direkt in die Gasphase der Mundhöhle oder indem der Speichel die Substanzen kontinuierlich ablöst. Diese Aromen sind noch lange wahrnehmbar und führen zu langanhaltenden Eindrücken, wie z. B. der Nachgeschmack von Kaffee.

### Coating Effekt
Die Lebensmittelmatrix (z. B. Quark oder Schokolade) bildet einen länger anhaltenden Film und wird direkt an die Mund- und Rachenschleimhaut adsorbiert. Aromastoffe werden daraus kontinuierlich freigesetzt und können noch lange wahrgenommen werden.

### Sensorische Schulung
Menschen mit geschulter Wahrnehmung nehmen manche Aromen stärker wahr als Laien, z. B. durch bewusstes Öffnen des Velums oder stärkere Freisetzung der Aromen durch kontinuierliche Bewegung im Mundraum.

### Temperatur des Nahrungsmittels
Aromen gehen bei unterschiedlichen Temperaturen in den gasförmigen Zustand über, wobei höhere Temperaturen eine Freisetzung fördern.
Das Riechen an einem Eis liefert beispielsweise keinen signifikanten Aromaeindruck. Im Mund wird das Eis erwärmt und die dadurch freigesetzten Aromen retronasal wahrgenommen.

### Individualität des Menschen
Geschmacksvorlieben unterscheiden sich je nach Alter, Geschlecht, Kultur, Herkunft und Erziehung.

## Analytik von retronasal wahrnehmbaren Aromen
Retronasale Aromen können in der ausgeatmeten Luft mittels Protonentransferreaktions-Massenspektroskopie (PTR-MS; in vivo aroma analysis) bestimmt werden.
Bei diesem System trägt die Testperson einen Nasenaufsatz, der aus zwei Glasröhrchen besteht und leicht in den Nasenlöchern befestigt ist. Die ausgeatmete Luft wird von diesem aufgenommen und durch eine weitere Röhre zur PTR-MS weitergeleitet. Dort werden die einzelnen Komponenten aufgetrennt und identifiziert.
Dieses Verfahren ist schnell, hoch sensitiv und lässt es zu, eine große Anzahl an flüchtigen Komponenten gleichzeitig zu überwachen.
Eine alternative Methode stellt der Retronasal Aroma Headspace simulator („künstlicher Mund“) dar.
Mit diesem Gerät kann die Freisetzung flüchtiger Komponenten aus Nahrungsmitteln beim Kauen und Schlucken simuliert werden. Zudem können die Aromastoffe identifiziert werden.
Dabei werden Nahrungsmittel in einem luftdicht verschlossenen Gefäß mit künstlichem Speichel versetzt und durch Messer zerkleinert (dies simuliert das Kauen). Der Simulator arbeitet außerdem bei Körpertemperatur, um realitätsnahe Betriebsbedingungen zu schaffen. Die flüchtigen Komponenten werden aus der Gasphase entnommen und zur Gaschromatographie (GC) eingesetzt (Prinzip einer Headspace-GC). Die getrennten Substanzen können entweder mit einem entsprechenden Detektor identifiziert und quantifiziert werden (z. B. Flammenionisationsdetektor) oder von einem Menschen „abgerochen“ und so identifiziert werden. Die Voraussetzung hierfür ist die Aromaaktivität der flüchtigen Komponenten.

## Bedeutung und Anwendung
Da die genauen Abläufe noch nicht vollständig aufgeklärt sind und sich dies für eine Weiterentwicklung der Nahrungsmittel nutzen ließe, ist die retronasale Wahrnehmung besonders für Wissenschaft und Industrie von Bedeutung. Eine erste theoretische Anwendung in einem Produkt lieferte das US-amerikanische Startup The Right Cup, das bis zum Jahr 2017 einen Trinkbecher mit beduftetem Silikonring entwickelte, der eine retronasale und orthonasale Aromawahrnehmung ermöglichen sollte. Der Duft des Silikonrings soll dabei purem Wasser einen limonadenartigen Fruchtgeschmack verleihen. Praktisch spielt in dem Produkt allerdings vor allem die orthonasale Wahrnehmung einer Rolle, so dass die Kommentare der sehr erfolgreich durchgeführten Crowdfunding-Kampagne überwiegend negativ waren. Seit 2017 arbeitet das Startup air up GmbH (ehemals JOYCE/ten-ace) als Ausgründung der Technischen Universität München an einer Trinkflasche, die Wasser über retronasale Aromawahrnehmung aromatisiert. Dabei wird Wasser zusammen mit flüchtigen Aromastoffen in Gasphase in den Mund geleitet, wo diese sich vom Wasser trennt und retronasal wahrgenommen wird.